# رضي الله عنه

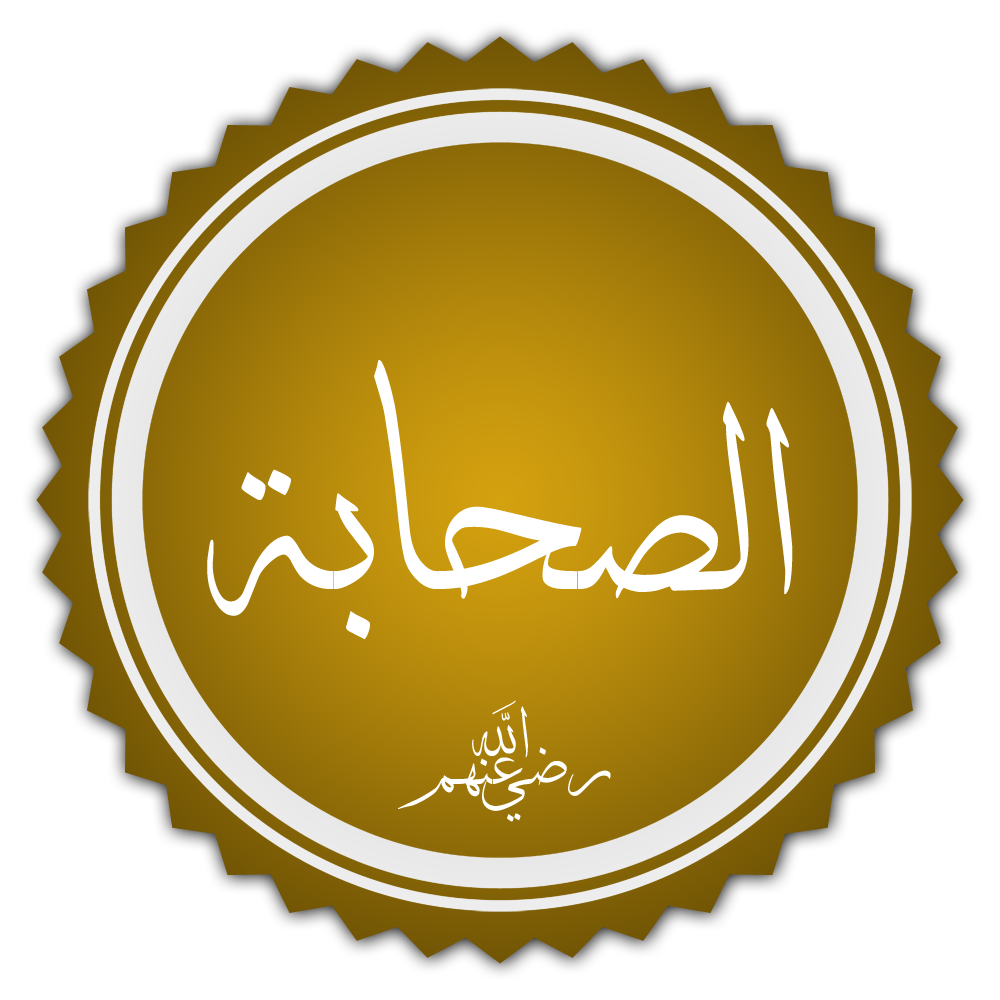
تخطيط لكلمة الصحابة

رَضِيَ ٱللَّٰهُ عَنْهُ () هو دعاء يطلق على صحابة النبي محمد بحسب معتقد المسلمين السنة والشيعة الزيدية، والمقصود منه هو الطلب من الله أن يرضى عنهم. قال يحيى بن شرف النووي: «يستحب الترضي والترحم على الصحابة والتابعين فمن بعدهم من العلماء والعباد وسائر الأخيار فيقال رضي الله عنه أو رحمة الله عليه أو رحمه الله ونحو ذلك (وأما) ما قاله بعض العلماء ان قول رضي الله عنه مخصوص بالصحابة ويقال في غيرهم رحمه الله فقط فليس كما قال ولا يوافق عليه بل الصحيح الذي عليه الجمهور استحبابه ودلائله أكثر من أن تحصر فإن كان المذكور صحابيا ابن صحابي قال قال ابن عمر رضي الله عنهما وكذا ابن عباس وكذا ابن الزبير وابن جعفر وأسامة ابن زيد ونحوهم ليشمله وأباه جميعا».